# Acartus
Acartus är ett släkte av skalbaggar som ingår i familjen långhorningar.

## Arter
- Acartus abyssinicus Breuning, 1955
- Acartus biplagiatus (Aurivillius, 1926)
- Acartus bituberosus Breuning, 1959
- Acartus hirtus Fahroeus, 1872
- Acartus penicillatus (Aurivillius, 1907)
- Acartus rufus Breuning, 1964
- Acartus subinermis Lepesme & Breuning, 1957